# Onekotan

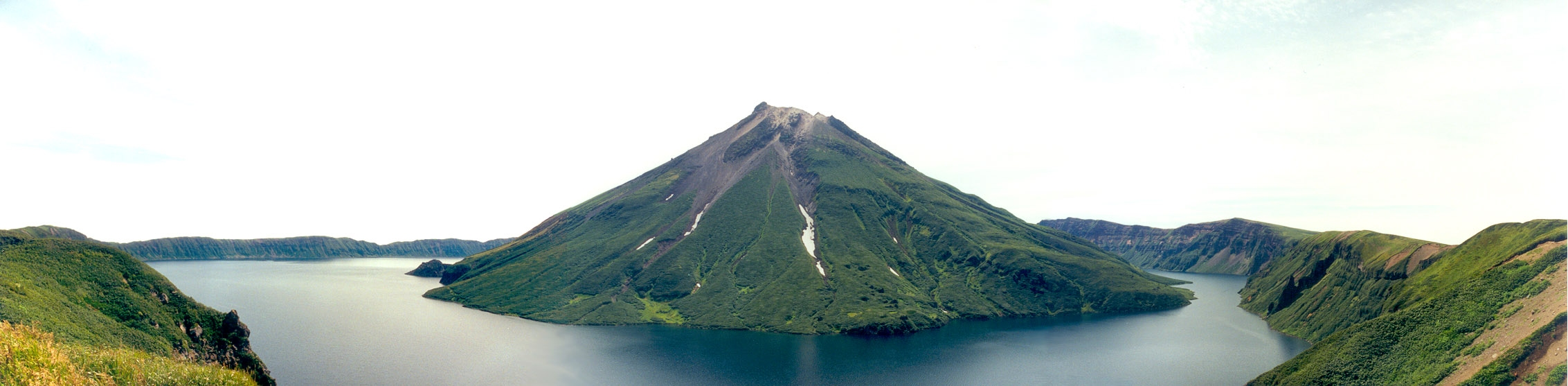
Krenitsynpiek in het Kal'tsevoekratermeer, onderdeel van de Tao-Rusyr caldera

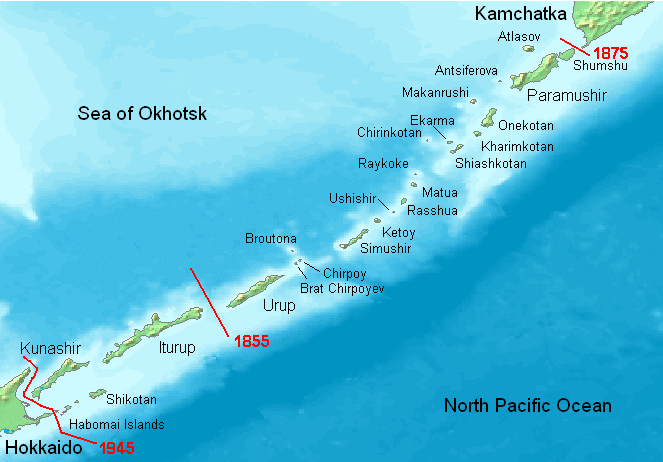
ligging van Onekotan in de Koerilen

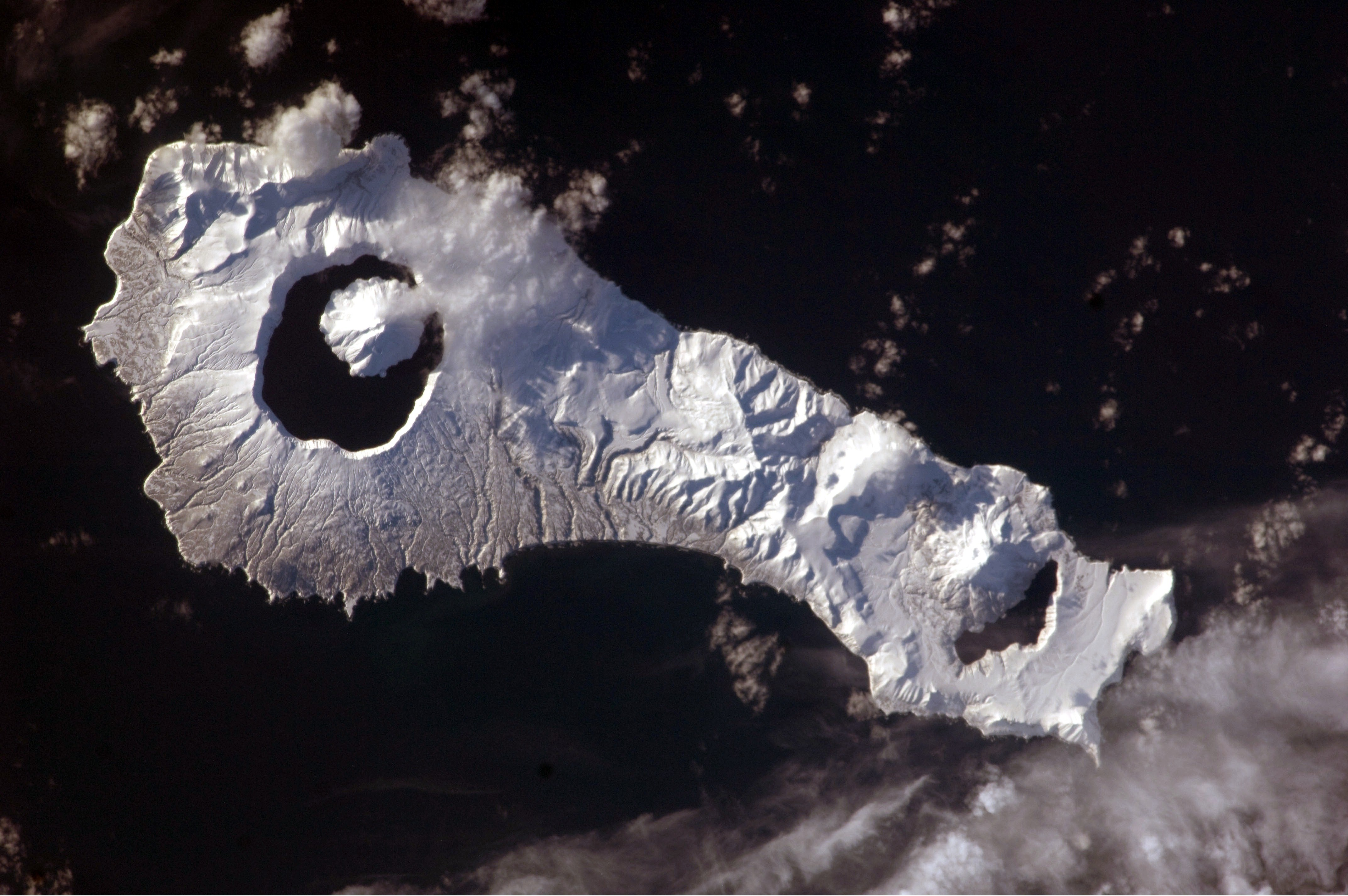
Beeld van Onekotan vanuit het ISS

Het eiland Onekotan (Russisch: Онекотан) is een Russisch onbewoond vulkanisch eiland, onderdeel van de Koerilen. Het behoort tot de oblast Sachalin. Het eiland heeft een oppervlakte van 425 km², met een lengte van 42,5 km en een breedte variërend tussen 11 en 17 km.

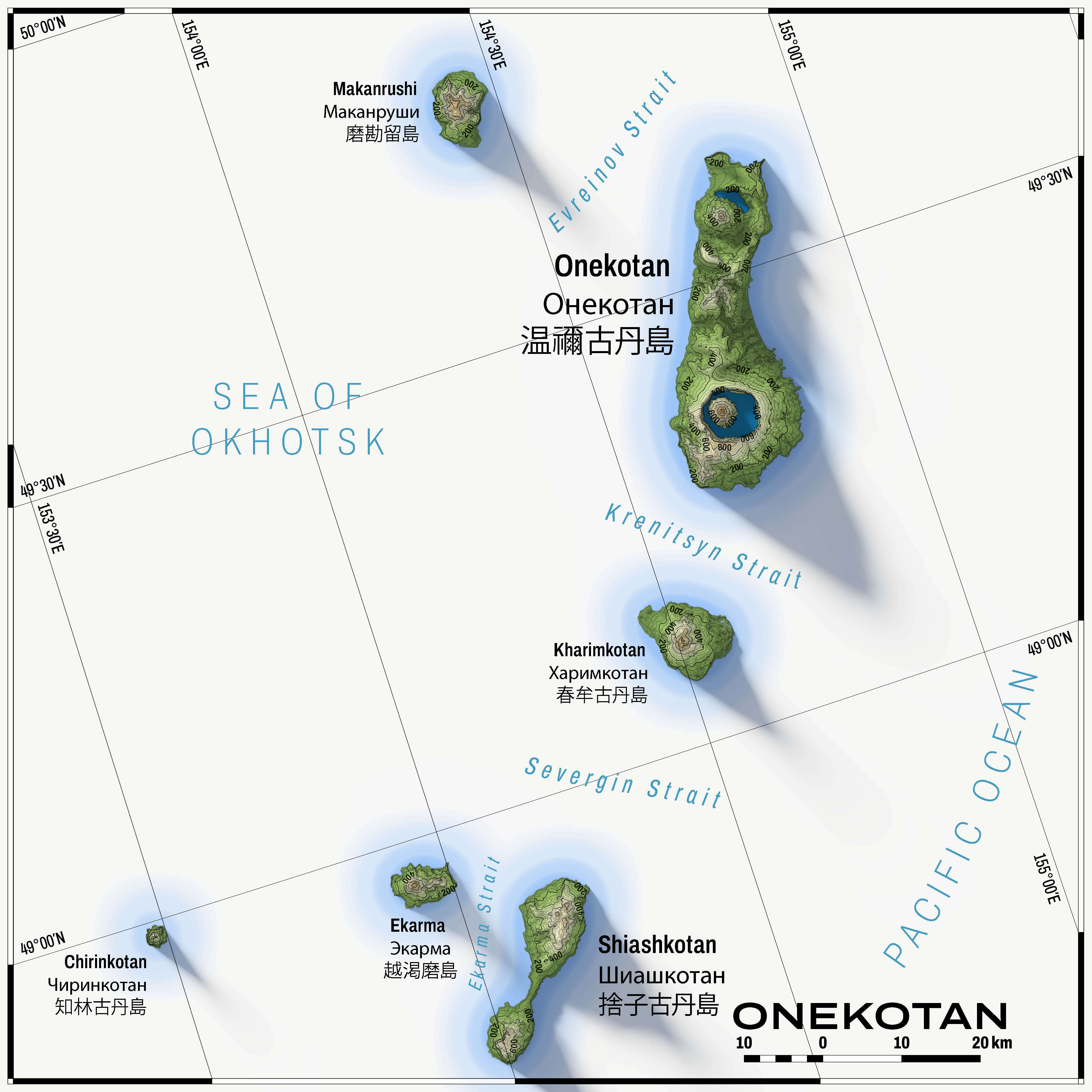
Kaart van Onekotan

Het is een van de meest noordoostelijke eilanden van de Grote Koerilen tussen de zee van Ochotsk en de noordelijke Stille Oceaan. In het noorden van het eiland is de vulkaan Nemo, een nieuwe vulkaan gegroeid op de caldera van de vulkaan die tot een kratermeer was verworden, het Chyornoyemeer. In dit meer leven salvelinus. In het zuiden bevindt zich de Tao-Roesyrcaldera, ook hier met een nieuwe conische Krenitsynpiek gevormd in het Kaltsevojekratermeer.
De Krenitsynpiek is met 1.325 m het hoogste punt van het eiland. De Nemopiek is 1.019 m. De straat van Jevreinov in het noorden scheidt het eiland van het eiland Makanroesji, de straat van Krenitsyn in het zuiden scheidt het eiland van het eiland Charimkotan.
De territorialiteit van dit eiland wordt in tegenstelling tot eilanden van de Kleine Koerilen en de Zuidelijke groep van de Grote Koerilen niet betwist door Japan.